# Aleksandr Vasilyevich Samsonov
Aleksandr Vassilievich Samsonov (2 tháng 11 năm 1859 – 29 tháng 8 năm 1914) là vị tướng chỉ huy quân sự của quân đội Đế quốc Nga, từng tham gia Chiến tranh Nga-Nhật và Chiến tranh thế giới thứ nhất. Ông tự sát sau thất bại của quân Nga trong trận Tannenberg.

## Tiểu sử
Samsonov gia nhập quân ngũ năm 18 tuổi và ngay lập tức tham gia Chiến tranh Nga-Thổ Nhĩ Kỳ 1877-78. Sau chiến tranh ông đến học tại trường quân sự Nikolaevsky, Sankt-Peterburg. Ông tham gia trấn áp phong trào Nghĩa Hòa Đoàn (1900) tại Trung Quốc và Chiến tranh Nga-Nhật (1904–1905) với tư cách là một chỉ huy kị binh.
Samsonov trở nên nổi tiếng dần nhờ tài chỉ huy và tinh thần chiến đấu. Sau chiến tranh Nga-Nhật, Samsonov trở thành tham mưu trưởng quân Nga tại Warszawa và sau đó làm công tác quản lý tại Turkestan.

### Chiến tranh thế giới thứ nhất
Khi Chiến tranh thế giới thứ nhất bùng nổ, Samsonov được giao quyền chỉ huy Tập đoàn quân số 2 Đế quốc Nga thực hiện cuộc tấn công vào Đông Phổ của Đức vào đầu tháng 8 nhằm làm giảm áp lực cho nước Pháp ở mặt trận phía Tây. Samsonov tấn công từ Ba Lan tiến về phía tây nam nhằm phối hợp với Tập đoàn quân số 1 của tướng Paul von Rennenkampf tấn công từ đông bắc. Tuy nhiên sự liên lạc yếu kém cùng những mâu thẫn của hai vị tướng vốn bắt nguồn từ trận Mukden trong Chiến tranh Nga-Nhật nên hai cánh quân này đã không có sự phối hợp cần thiết và sau đó đã dễ dàng bị Đức đánh bại nhờ giải mã được những công điện mật của quân Nga.
Sau khi quân Đức rút khỏi Đông Phổ, Paul von Hindenburg và Erich Ludendorff đã được đưa đến thay thế Maximilian von Prittwitz chỉ huy Tập đoàn quân số 8 Đức. Hai vị tướng này nhanh chóng lập ra một kế hoạch bao vây Tập đoàn quân số 2 Nga và đến ngày 29 tháng 8, kế hoạch này đã hoàn toàn thành công, Tập đoàn quân số 2 Nga đã bị nhốt chặt tại Tannenberg.
Samsonov tìm mọi cách để rút lui nhưng giờ đây tập đoàn quân của ông đã bị vòng vây tập đoàn quân số 8 Đức siết chặt. Vào ngày 30 tháng 8 khi trận Tannenberg kết thúc, chỉ còn 10.000 trong tổng số 150.000 quân Nga thoát được, số còn lại bị giết hoặc bị bắt làm tù binh. Đây được xem là một thảm họa của quân Nga ngay khi chiến tranh vừa bắt đầu. Choáng váng vì thất bại và không còn mặt mũi nào để báo tin về thất bại này cho Sa hoàng Nikolai II, Samsonov đã quyết định rút súng tự bắn vào đầu tại Willenberg vào ngày 29 tháng 8 năm 1914. Tuy nhiên, thi hài của ông đã không bao giờ được tìm thấy.